# Ido
Ido /ˈiːdoʊ/ és una llengua planificada, derivada de l'esperanto reformat, creada per un grup d'acadèmics per ser un idioma auxiliar internacional per a parlants de diversos orígens. L'ido va ser específicament dissenyat per ser gramaticalment, ortogràficament i lexicogràficament regular, i sobretot fàcil d'aprendre i utilitzar. En aquest sentit, l'ido es classifica com un llenguatge auxiliar internacional construït. És el més reeixit de les moltes llengües derivades de l'esperanto.
Ido usa les mateixes 26 lletres que l'alfabet anglès (llatí), sense cap diacrític. Agafa el seu vocabulari d'anglès, francès, alemany, italià, llatí, rus i espanyol, i és àmpliament intel·ligible per a aquells que han estudiat l'esperanto.
Diverses obres de literatura s'han traduït a l'ido, incloent-hi el Petit Príncep i l'Evangeli de Lluc. A partir de l'any 2000, hi havia uns 100-200 parlants d'ido en el món.

## Història
L'ido va ser creat el 1907 per acord de la Delegació per a l'Adopció d'una Llengua Auxiliar Internacional, pel desig de reformar els defectes percebuts a l'esperanto, llengua que havia estat creada 20 anys abans per facilitar la comunicació internacional. El nom de l'idioma traça el seu origen a la paraula esperant ido, que significa "descendència", ja que el llenguatge és un "descendent" de l'esperanto. Després dels seus inicis, Ido va obtenir el suport d'alguns en la comunitat esperantista, però després de la mort sobtada el 1914 d'un dels seus defensors més influents, Louis Couturat, va declinar en popularitat. Hi va haver dues raons per a això: en primer lloc, l'aparició de cisells posteriors derivats de projectes de reforma competidors; i segon, una manca general de consciència de l'Ido com a candidat a una llengua internacional. Aquests obstacles van afeblir el moviment i no va ser fins a l'ascens d'Internet que va començar a recuperar l'impuls.

## Gramàtica
La Kompleta Gramatiko Detaloza di la Linguo Internaciona Ido és una gramàtica de l'Ido publicada en 1925 per Louis de Beaufront. Va ser una reimpressió modificada de la Gramàtica completa la qual va publicar uns 200 exemplars i va ser enviada al Comitè de la Delegació el 15 d'octubre de 1907 amb un llibre d'exercicis i un diccionari, sota el pseudònim de «Ido».Aquesta gramàtica es va fer per a evitar un mal ús de la llengua, tal com «havia ocorregut amb l'esperanto».En l'actualitat continua sent una obra de referència d'aquesta llengua.

## Vocabulari
El vocabulari de l'ido es basa en les següents llengües: francès, italià, castellà, anglès, alemany i rus. La voluntat era facilitar l'aprenentatge de l'idioma utilitzant paraules provinents de les llengües naturals amb una àmplia difusió. Un estudi va analitzar l'arrel de 5.371 paraules en ido cercant de quina de les sis llengües font procedia:
- 2.024 arrels (38%) pertanyien a les sis llengües
- 942 arrels (17%) pertanyien a cinc llengües
- 1111 arrels (21%) pertanyien a quatre llengües
- 585 arrels (11%) pertanyien a tres llengües
- 454 arrels (8%) pertanyien a dues llengües
- 255 arrels (5%) pertanyien a una llengua

Amb relació a la presència d'aquestes arrels a cada llengua font:
- 4.880 arrels (91%) presents al francès
- 4.454 arrels (83%) presents a l'italià
- 4.237 arrels (79%) presents al castellà
- 4.219 arrels (79%) presents a l'anglès
- 3.302 arrels (61%) presents a l'alemany
- 2.821 arrels (52%) presents al rus

| Ido     | Anglès             | Italià          | Francès | Alemany              | Rus                             | Castellà   |
| ------- | ------------------ | --------------- | ------- | -------------------- | ------------------------------- | ---------- |
| bona    | good ("bonus")     | buono           | bon     | gut ("Bonus")        | khoroshiy (хороший)             | bueno      |
| donar   | give ("donate")    | dare ("donare") | donner  | geben                | dat (дать), darit (дарить)      | dar, donar |
| filtrar | filter             | filtrare        | filtrer | filtern              | filtrovat (фильтровать)         | filtrar    |
| gardeno | garden             | giardino        | jardin  | Garten               | sad (caд)                       | jardín     |
| kavalo  | horse ("cavalry")  | cavallo         | cheval  | Pferd ("Kavallerie") | loshad, kobyla (лошадь, кобыла) | caballo    |
| maro    | sea ("marine")     | mare            | mer     | Meer                 | more (море)                     | mar        |
| naciono | nation             | nazione         | nation  | Nation               | natsija (нация)                 | nación     |
| studiar | study              | studiare        | étudier | studieren            | izuchat, (изучать)              | estudiar   |
| yuna    | young ("juvenile") | giovane         | jeune   | jung                 | yunyi, molodoy (юный, молодой)  | joven      |

## Exemple
| Àudio del parenostre en ido |
|                             |
|                             |
|                             |

Parenostre (exemple):
| Ido Patro nia, qua esas en la cielo, tua nomo santigesez; tua regno advenez; tua volo facesez quale en la cielo, tale anke sur la tero. Donez a ni cadie l'omnadiala pano, e pardonez a ni nia ofensi, quale anke ni pardonas a nia ofensanti, e ne duktez ni aden la tento, ma liberigez ni del malajo. |